# Deutscher Verband für Fotografie
Der Deutsche Verband für Fotografie e. V. (DVF) ist eine Dachorganisation für Amateur-Fotoclubs und Fotovereine sowie Fotografinnen und Fotografen im gesamten Gebiet der Bundesrepublik Deutschland.
Der Verband wurde 1908 als Verband Deutscher Amateurfotografen-Vereine (VDAV) in Berlin gegründet, seit 1991 führt er den heutigen Namen.
Der DVF ist eingetragen beim Registergericht Köln, Vereinsregister VR 16593 und als gemeinnützig anerkannt. Als nationaler Verband ist der DVF Mitglied der weltweit operierenden Fédération Internationale de l’Art Photographique (FIAP) angeschlossen. Die FIAP ist der internationale Dachverband der nationalen Fotoverbände im Rahmen der künstlerischen und der weltweiten Wettbewerbs- und Ausstellungsfotografie.
325 Fotoclubs (Vereine) und über 5.365 Mitglieder sind im Verband organisiert (Stand: Januar 2008) und nutzen ihn als gemeinsames Forum zum Erfahrungsaustausch, gemeinsamer Ausstellungen und Wettbewerbe.

## Zweck und Ziele des Verbandes
Der Deutsche Verband für Fotografie e. V. (DVF) bietet sich als Forum für nationale und internationale Fotoausstellungen, Fotoseminare, Fotoclubs, Hobbyfotografie und Wettbewerbsfotografie an. Er sieht sich als Synonym für die deutsche Amateurfotografie und ist mit seinen internationalen Aktivitäten zugleich Vertreter Deutschlands in der FIAP. Der Verband und die dem Verband angeschlossenen Fotoclubs bieten den Mitgliedern vielfältige Möglichkeiten zur fotografischen Weiterbildung. Erfahrene Fotografinnen und Fotografen geben ihre Kenntnisse weiter, Seminare mit renommierten Fachleuten als Referenten werden auf verschiedenen Ebenen organisiert und vom Verband unterstützt. Mit seinen regelmäßig durchgeführten Fotowettbewerben bietet der DVF ein Forum für Hobbyfotografen, in dem jeder seine fotografischen Leistungen mit denen anderer Mitglieder vergleichen kann.

## Organisation des Verbandes

### Präsidium
An der Spitze des Verbandes steht ein zurzeit fünfköpfiges Präsidium, bestehend aus:
- Dem Präsidenten
- Dem 1. Vizepräsidenten
- Dem 2. Vizepräsidenten
- Dem Vizepräsidenten für das Finanzwesen
- Dem Vizepräsidenten für Rechts- und Satzungsfragen

Das Präsidium wird vom Verbandstag (Jahreshauptversammlung der Mitglieder) für einen Zeitraum von jeweils vier Jahren gewählt.
Rechte und Pflichten regelt eine Satzung. Erweitertes Entscheidungsgremium ist der Gesamtvorstand, der aus den Präsidiumsmitgliedern, den Beauftragten und den Landesvorsitzenden besteht.

### Die Beauftragten
Besondere Aufgaben im Verband werden von so genannten »Beauftragten« wahrgenommen. Die DVF-Beauftragten sind die Spezialisten unter den Mitarbeitern im Verband. Sie kümmern sich intensiv um ganz bestimmte Aufgaben wie etwa die so wichtige Mitgliederverwaltung, Jugendarbeit und Seminare oder den Datenschutz. Oft verfügen sie von Berufs wegen oder durch langjährige Erfahrungen über die für ihre jeweilige Aufgabe notwendigen Kenntnisse.
Die Beauftragten werden nach den Vorgaben der Satzung vom Gesamtvorstand durch Beschluss gemäß Ziffer 20.5 eingesetzt. Ein Beauftragter kann mehrere Aufgaben übernehmen. Beauftragte sind die Ansprechpartner, wenn es um Fragen zu speziellen Themen, wie zum Beispiel FIAP-Auszeichnungen (der FIAP-Beauftragte) oder um Adressenänderungen (Mitgliederverwaltung) geht.
Folgende Aufgaben werden von Beauftragten wahrgenommen:
- Mitgliederverwaltung
- Datenschutz
- Betreuung der Jungfotografen (Jugend)
- Kontakt zur FIAP, Internationale Wettbewerbe
- Redaktion Internet-Präsenz (Webmaster)
- Redaktion »DVF-journal« (Mitgliederzeitschrift)

## Gliederung
Um seine Mitglieder auf möglichst kurzen Wegen und persönlich betreuen zu können, ist der DVF in zehn regionale Bereiche, die so genannten »DVF-Länder« gegliedert. Deren Wirkungsbereich entspricht teilweise, aber nicht immer und unbedingt den deutschen Bundesländern. So umfasst etwa das DVF-Land NORDMARK die drei Bundesländer Bremen, Niedersachsen und Schleswig-Holstein. Sie unterscheiden sich teilweise erheblich in den Mitgliederzahlen und in der flächenmäßigen Zuständigkeit. Aus diesem Grund sind die größeren DVF-Länder wie Bayern, Baden-Württemberg oder die genannte NORDMARK nochmals in Bezirke gegliedert. Die DVF-Länder werden von Landesvorsitzenden geleitet, für die Bezirke werden Bezirksleiter als Kontaktpersonen eingesetzt.
In folgende DVF-Länder ist der Bundesverband untergliedert:
- L 1 – Berlin/Brandenburg/Mecklenburg-Vorpommern
- L 2 – NORDMARK (Bremen – Niedersachsen – Schleswig-Holstein)
- L 3 – Westfalen
- L 4 – Hessen/Rheinland-Pfalz
- L 5 – Nordrhein (Rheinland)
- L 6 – Saarland
- L 7 – Baden-Württemberg
- L 8 – Bayern
- L 9 – Hamburg
- L 10 – Sachsen/Sachsen-Anhalt/Thüringen

## Geschichte

### Verband Deutscher Amateurfotografen-Vereine (VDAV)
1907 organisierten die in der Reichshauptstadt Berlin ansässigen Vereinigungen von Amateurfotografen die überall mit großem Beifall aufgenommene Gründung des Verbandes Deutscher Amateurphotographen-Vereine, der Vorgänger-Organisation des DVF. Nach der Gründung am 16. Februar 1908 in Berlin, im »Papierhaus« an der Dessauer Straße, erschien in verschiedenen Fotozeitschriften eine Verlautbarung mit folgendem Inhalt:
„Oftmals ist schon der Versuch gemacht worden, die deutschen Amateurvereine zur Wahrung ihrer gemeinschaftlichen Interessen zu einem Verbande zusammenzubringen, aber bisher waren alle diesbezüglichen Bestrebungen leider zu keinem Erfolg gelangt. Der Grund dieses Misslingens mag zum größten Teil mit daran gelegen haben, dass sich unsere älteren großen Amateurvereine bisher von jedem Zusammenschließen ferngehalten haben, dass die kleineren Vereine zwar oft eine große Arbeitswilligkeit entgegenbringen, aber die für eine kräftige, wirkungsvolle Geschäftsführung eines Verbandes erforderlichen Mittel nicht allein zu beschaffen vermögen.
Jetzt haben sich die Vorstände einer größeren Anzahl bedeutender Vereine verständigt und sich für die Gründung eines Verbandes deutscher Amateurvereine ausgesprochen. Am 16. Februar hat die konstituierende Versammlung stattgefunden, in der 39 Vereine vertreten waren.
Die Veranlassung zu der jetzigen Vereinigung der Amateure bildeten bekanntlich die anfänglich rigorosen Bestimmungen des Papierrings. Durch das energische Eintreten der Händlerschaft haben sich nun die Bezugsverhältnisse umgestaltet. Da es sich in erster Linie bei der Preiskonvention um den Verkauf von Papieren in geschnittenen Formaten handelt, also um die sogenannte Amateurpackungen, so wäre es vielleicht angebracht gewesen, hierüber auch einmal die Konsumenten zu hören, dann wären solche Vorstöße, wie z. B. das Verbot des Verkaufs von Einzelbögen an Amateure gar nicht aufgetaucht, aber die Amateure entbehren jeder Organisation und Vertretung. Das ist nun anders geworden.
Der Verband ist nun nicht etwa gegründet worden, wie von manchen Seiten angenommen wurde, nur um sein Auge auf Papier- und andere Konventionen zu halten, sondern er wird die gesamten Interessen der Amateure in weitesten Umfange wahrnehmen.
Es braucht wohl kaum erwähnt werden, dass die Amateure einen ganz enormen Verbrauch an Papieren aufweisen, dass die Amateurphotographie in den letzten Jahren einen riesigen Aufschwung genommen hat, und nicht zuletzt, dass zu der Förderung der Photographie im allgemeinen, zu dem Ausbau von Apparaten und Verfahren, die Amateure unendlich viel beigesteuert haben.
Wir wünschen von ganzem Herzen, dass der junge Verband in Einigkeit zusammenhält, dass er seine segensreiche Wirkung für die gesamte Amateurwelt ausübt und auch zu der weiteren Vervollkommnung der Photographie beiträgt.“
So die – hier gekürzt wiedergegebene – Verlautbarung des damaligen Geschäftsführers des Verbandes, Paul Hanneke, die verschiedentlich publiziert wurde.
Auf dem ersten Delegiertentag, der nur zwei Monate nach der Gründungsversammlung vom 9. bis 11. April 1908 wieder in Berlin stattfand, konkretisierte der junge Verband seine Zielvorstellungen. Und darin legten die vertretenden Vereine sehr viel Sachkunde an den Tag. Immerhin waren hier Delegierte an der Arbeit, die bereits mit großen und auch internationalen Ausstellungen an die Öffentlichkeit getreten waren.
Zunächst musste eine Satzung verabschiedet werden. Diese bestimmte als Zweck: »Der Verband vereint die deutschen Amateurphotographen-Vereine zur Wahrung ihrer gemeinschaftlichen Interessen«.
In den Vorstand wurden gewählt:
- 1. Vorsitzender: Oskar H. v. Westernhagen, Berlin/Teistungen
- 2. Vorsitzender: L. Sanne, Hamburg
- 3. Vorsitzender: Stein, Wiesbaden

Die Delegiertentage, später Verbandstage, wurden in verschiedenen deutschen Städten durchgeführt.
Die Umbenennung der Vereinigung auf den Namen »Deutscher Verband für Fotografie« erfolgte 1991 durch Initiative des Präsidenten Georg S. Holzmann und Beschluss des Verbandstages auf der Mitgliederversammlung in Siegen.
Jeder an Fotografie Interessierte kann Mitglied im DVF werden. In der Mitgliedschaft ist, je nach Mitgliedskategorie, die Lieferung der Mitglieder-Zeitschrift DVF Journal sowie weiterer Informationsmaterialien inbegriffen. Die frühere Auslieferung der Zeitschrift PHOTOGRAPHIE musste aus steuerlichen Gründen (anhängiges Verfahren durch das Finanzamt) eingestellt werden.